# Joseph Serchuk
Joseph Serchuk (født 1919, død 6. november 1993) var den øverstbefalende for den jødiske partisanenhed i Lublin-området i Polen under Holocaust. Efter krigen vidnede han ved retsforfølgelsen af nazisterne, og modtog særlig anerkendelse fra staten Israel.
Efter hans forældre og andre familiemedlemmer blev dræbt i ghettoen i 1941, blev Serchuk og hans bror David taget til kz-lejren Sobibor. Efter en dag i lejren, flygtede han med sin bror til den nærmeste skov, og sammen med andre udgjorde han kernen i modstandsenheden. Under krigen blev gruppen ledet af jøder, der var flygtet fra ghettoerne, og fra Sobibor. Gruppen omfattede blandt andre også forfatteren Dov Freiberg.
Efter krigen deltog Serchuk i opsporingen af flygtede nazistiske krigsforbrydere i Europa, og var vidne i Nürnbergprocessen. Derefter vendte han tilbage til Polen og søgte om at emigrere til Israel, hvilket dog blev afvist.
I 1950 fik Serchuk dog endelig et pas og rejste til Israel. Straks ved ankomsten i Israel blev han hvervet som soldat i den israelske hær. Efter at have aftjent  giftede han sig, bosatte sig i Yad Eliyahu i Tel Aviv og ernærede sig som iværksætter.
I årenes løb rejste Serchuk til Europa flere gange for at vidne i retssager mod nazistiske krigsforbrydere. I en af disse, sagen mod Oberscharführer Hugo Raschendorfer, var han det eneste vidne. Efter Raschendorfer blev idømt livsvarigt fængsel blev Serchuk tildelt en særlig pris af det israelske politis afdeling for undersøgelse af nazistiske forbrydelser.
I 1967 tildelte Levi Eshkol ham et hædersbevis, og året efter endnu en.
Joseph Serchuk døde i 1993 i Tel Aviv i en alder af 74. Han var gift og efterlod sig ni børn og mere end hundrede børnebørn og oldebørn.

## Eksterne links
- Joseph Serchuk Organisationen af Partisaner Underground Fighters og Ghetto Rebels Arkiveret 28. december 2013 hos  Wayback Machine (hebraisk)